# Toundoute
Toundoute (franska: Toundoute (CR), Toundoute (Commune Rurale), arabiska: أيت ولال) är en kommun i Marocko.   Den ligger i provinsen Ouarzazate och regionen Drâa-Tafilalet, i den nordöstra delen av landet, 300 km söder om huvudstaden Rabat. Antalet invånare är 11 872.